# Рыславль
Рыславль (Риславль; бел. Рыслаўе, Рыслаўль) — упразднённая деревня в Светиловичском сельсовете Ветковского района Гомельской области Республики Беларусь.

## География
В 30 км на северо-запад от Ветки, в 3,5 км от Ухово, в 12 км от Речки, в 35 км от Гомеля, в 17 км на юго-восток от Чечерска, в 9 км от деревни Бердыж и в 12 км от деревни Старые Малыничи.
Кругом располагается лес. На юге от деревни находится небольшой водоём.

## Транспортная сеть
Транспортные связи по просёлочной, затем автомобильной дороге Чечерск — Ветка. Планировка состоит из короткой прямолинейной улицы, ориентированной с юго-запада на северо-восток.

## История
Согласно Экономическим примечаниям Генерального межевания Полоцкой и Могилёвской губерний 1783—1784 годов шляхетское сельцо Рыславль находилось в «общем владении» фамилий Кончиц, Курка (Курако), Окушка, Акинш (Акинчиц), Аренберх, Галковский и Горский.
В источниках XIX века упоминается как околица в Речковской волости Рогачёвского (с 1900 года — Гомельского уезда) Могилёвской губернии. Согласно переписи 1897 года в Рыславле было 56 дворов, 341 житель. В это время здесь располагались 2 ветряные мельницы, водяная мельница, круподробилка. В 1909 году жители околицы владели 1257 десятинами земли.
В 1926 году деревня Рыславль — центр Ухово-Риславльского сельсовета Светиловичского района Гомельского округа. В деревне была школа, работали 2 ветряные мельницы. В 1930 году создан колхоз «Искра». Во время Великой Отечественной войны 24 жителя погибли на фронте. В 1959 году входила в состав совхоза «Речки» (центр — деревня Речки). Застройка на селе всегда была деревянная, усадебного типа.
В результате катастрофы на Чернобыльской АЭС Рыславль подвергся радиационному загрязнению. В 1992 году все жители деревни (15 семей) были переселены в чистые места.
В 2011 году деревня была упразднена.

## Религия
Рыславль относился к православному приходу Михайловской церкви в селе Речки.

## Население
- 1897 год — 56 дворов, 341 житель (согласно переписи).
- 1909 год — 53 двора, 360 жителей.
- 1926 год — 73 двора, 356 жителей.
- 1959 год — 91 житель (согласно переписи).
- 1992 год — жители (15 семей) переселены.